# Shar Jackson
 (mars 2017).
Si vous disposez d'ouvrages ou d'articles de référence ou si vous connaissez des sites web de qualité traitant du thème abordé ici, merci de compléter l'article en donnant les références utiles à sa vérifiabilité et en les liant à la section « Notes et références ».
Sharisse « Shar » Jackson, née le 31 août 1976 à Boston, dans le Massachusetts, est une actrice américaine.

## Carrière
Shar Jackson est surtout connue pour son rôle de Niecy Jackson, la meilleure amie de l'héroïne de la sitcom Moesha.
Elle a également joué dans The Bernie Mac Show et Angela, 15 ans.
En 1997, elle partage l'affiche du film de Nickelodeon Good Burger avec Kel Mitchell et Kenan Thompson.
En 2007, Jackson présente l'émission de la chaîne ABC The Ex-Wives Club, qui tente d'aider des gens qui viennent de traverser une séparation ou un divorce. Elle remporte la même année l'émission Celebrity Rap Superstar diffusée sur MTV.
En 2009, Jackson joue dans les films I Do... I Did! et Steppin: The Movie.
Jackson a chanté dans le groupe pop Mpulz, dont l'une des chansons fait partie de la bande originale du film Princesse malgré elle. Le groupe a sorti un album avant de se séparer.
Elle a également participé à la septième saison de Celebrity Fit Club: Boot Camp, dont la diffusion a débuté en février 2010.

## Vie privée
Jackson est née à Boston, dans le Massachusetts. Sa mère est d'origine afro-américaine et amérindienne ; son père est d'origine afro-américaine, puerto-ricaine et mexicaine. 
Elle a deux enfants issus d'une relation avec le rappeur Kevin Federline : Kori Madison Federline, née le 31 juillet 2002 et Kaleb Michael Jackson Federline, né le 20 juillet 2004. Le couple s'est séparé peu avant la naissance de Kaleb. Elle a eu deux autres enfants, Donnie (né en octobre 1993) et Cassie (née en septembre 1994), avec son petit ami du lycée. 
Jackson possède un Bachelor's degree en psychologie et un Master's degree en science forensique. 

## Filmographie
- 1997 : Good Burger
- 2010 : Toxic